# 緑僧都村
緑僧都村（みどりそうづむら、みどりそうずむらとするものもある）は、愛媛県南宇和郡に1952年まで存在した村である。昭和の合併により南宇和郡城辺町となり、自治体としての歴史は閉じた。
さらに平成の大合併で同郡愛南町となっている。現在の愛南町の中北部に相当する。

## 地理
愛媛県の最南端である南宇和郡の中北部にあたり、僧都川の中流域（緑）から上流（僧都）にかけての地域。僧都川は西隣の内海村との境の観音岳の東に源流を発し、上流域では東流し、やがて南に、さらに緑地区で西へと大きく向きを変え、城辺町へとつながっている。僧都川の最上流付近から北の津島町上槙に抜ける峠道がある。
街道から外れていることもあって、郡内の他の地域に比べて道路の改良が遅れた。
村名の由来
- 旧2箇村を合わせたもの。合成地名。

旧村名の由来
- 緑

戦国時代に当地にあった城を守り、長宗我部氏からの進攻に抵抗した城主・緑弾正を称えて「緑」と呼ぶようになったという説と、「緑丸」という鷹に由来するものとの言い伝えもある。
- 僧都

古くは「左右水」とも表記した。一説では、水源が2つに分かれていたためとし、また他説では「左右水」は水車の古名であるとする。古くから呼ばれていた地名であったが、宇和島藩主が当地に都から僧を住まわせた際に「僧都」と改称させたといわれている。

## 社会

### 地域・集落
緑（みどり）、僧都（そうず）の2地域に大別される。村域の南側、僧都川の中流域が緑、北側の上流域が僧都。
明治の合併成立時、旧村名を継承して、僧都、緑の2字が成立。1952年（昭和27年）の城辺町への合併後も引き継がれたが、1956年（昭和31年）の同町の東外海町との合併と同時に、大字は廃止された。2004年に愛南町となってからも変更はなし。

### 行政・公共施設
役場　
大字緑中緑に設置
歴代村長（公選）
初代　埜下宗一　1947年（昭和22年）4月4日-1951年（昭和26年）4月3月、任期満了
二代目　埜下宗一　1951年（昭和26年）4月4日-1952年（昭和27年）8月31日、城辺町との町村合併による
城辺町との合併の経緯
昭和20年代末は町村合併をめぐる大きな議論が全国的に盛り上がった時期であり、当村でも1951年（昭和26年）9月頃から隣接の城辺町との1町1村による合併の機運が持ち上がり、住民の意識高揚を図るための会合等が盛んにおこなわれ、同年11月には基本的な合意をみた。なお、当時新町名としては複数の案があったものの当地域の中心として既に地域の人々にも知られ知名度の高い「城辺」に落ち着いた。翌1952年7月には両町村議会で合併の議決を経て、1952年（昭和27年）9月1日合併。同9月20日には新町の新市長、町議会議員選挙が行われた。なお、新城辺町長に当選したのは元緑僧津村村長の金繁実一。

### 教育
- 小学校　かつては2校あり、1校が存続している[5]。
  - 緑小学校[6]現存

所在地　愛媛県南宇和郡愛南町緑乙3231番地
  - 僧都小学校　2022年（令和4年）城辺小学校に統合
- 中学校　かつては2校あったが、緑中学は城辺町の時期に、僧都中も愛南町になってからではあるが、統合された。これにより旧当村域には中学校は存在しなくなった。
  - 緑中学校　1967年（昭和42年）城辺中学校に統合
  - 僧都中学校　2007年（平成19年）城辺中学校に統合

## 歴史
中世
- 御荘氏の支城として緑城が築かれていたが、長宗我部氏の侵攻により落城した。

藩政期
- 藩政期には宇和島藩の領地で御荘組松の荘に属す。
- 宝暦14年 - 代官ニ神正種が藩に和紙の製造を願い出、許可される。

明治以降
- 1889年（明治22年）12月15日 - 町村制施行により緑僧都村（みどりそうずむら）が成立。役場を大字緑字中緑におく。
- 1892年（明治25年） - 新庁舎建築。
- 1892年（明治25年） - 大字緑及び大字僧都に小学校を開設。
- 1906年（明治39年） - 緑尋常高等小学校と改称。
- 1918年（大正7年） - 僧都発電所設置、電灯ともる。
- 1941年（昭和16年） - 僧都に高等科を設置。
- 1952年（昭和27年）9月1日 - 城辺町と合併し、新たに城辺町となる。

```
緑僧津村の系譜
（町村制実施以前の村）　（明治期）　　　　　　　　　（昭和の合併）　（平成の合併）
　　　　　　　　　　　　町村制施行時
緑　　━━━━┓　　　　　　　　　　　　昭和27年9月1日合併
　　　　　　　┣━━━緑僧都村━━━━━━━━┓
僧都　━━━━┛　　　　　　　　　あ　　　　　┃　昭和31年9月21日合併
城辺　　━━━━━━━城辺村━━━城辺町━━━┻━━━┳━━━━━━┓
東外海浦━━━━━━━東外海村━━━━━東外海町━━━┛　　　　　　┃
　　　　　　　　　　　　　　　　　　　　　い　　　　　　　　　　　　┃
　　　　　　　　　　　　　　　　　　　　　内海村━━━━━━━━━━┫平成16年10月1日
　　　　　　　　　　　　　　　　　　　　　御荘町━━━━━━━━━━┫　新設合併
　　　　　　　　　　　　　　　　　　　　　城辺町━━━━━━━━━━╋━愛南町
　　　　　　　　　　　　　　　　　　　　　西海町　━━━━━━━━━┛

あ　大正12年2月11日、町制施行「城辺町」となる。
い　昭和27年4月1日、町制施行「東外海町」となる。
（注記）内海村他の合併以前の系譜はそれぞれの町村の記事を参照のこと。

```

## 産業
米、野菜類、柑橘を中心とした農業が主体。北部では、しいたけ、雁皮、薪木、炭を産したほか、製蝋、製紙も行われた。しいたけ類の栽培は幕末頃大いに栄え、深浦の港を経由し大坂に出荷していた。